# Hachimantai
Hachimantai (八幡平市 Hachimantai-shi?) es una ciudad localizada en la prefectura de Iwate, Japón. En octubre de 2019 tenía una población estimada de 24.412 habitantes y una densidad de población de 28,3 personas por km². Su área total es de 862,30 km².

## Geografía

### Localidades circundantes
- Prefectura de Iwate
  - Ichinohe
  - Iwate
  - Morioka
  - Ninohe
  - Shizukuishi
  - Takizawa
- Prefectura de Akita
  - Kazuno
  - Senboku
- Prefectura de Aomori
  - Takko

## Demografía
Según los datos del censo japonés, esta es la población de Hachimantai en los últimos años.
| 1995   | 2000   | 2005   | 2010   | 2015   |
| ------ | ------ | ------ | ------ | ------ |
| 32.751 | 32.485 | 31.079 | 28.680 | 26.355 |